# Lie to Me (album)
Lie to Me è il secondo album in studio del bluesman statunitense Jonny Lang, pubblicato nel 1997.

## Tracce
1. "Lie to Me" (Bruce McCabe/David Z) - 4:11
2. "Darker Side" (McCabe) - 5:07
3. "Good Morning Little Schoolgirl" (Sonny Boy Williamson) - 4:15
4. "Still Wonder" (Kevin Bowe) - 3:45
5. "Matchbox" (Ike Turner) - 3:29
6. "Back for a Taste of Your Love" (Syl Johnson/Darryl Carter/Brenda Johnson) - 3:32
7. "A Quitter Never Wins" (Tinsley Ellis/Margaret Simpson) - 5:56
8. "Hit the Ground Running" (Michael Lunn/Jeff Silbar) - 3:31
9. "Rack 'Em Up" (McCabe) - 4:07
10. "When I Come to You" (Jonny Lang/Dennis Morgan) - 4:58
11. "There's Gotta Be a Change" (Gwendolyn Collins) - 4:11
12. "Missing Your Love" (Lang/Morgan) - 3:53

## Formazione
- Jonny Lang - voce, chitarra
- Bruce McCabe - pianoforte, clavinet, voci aggiuntive
- Bekka Bramlett - voci aggiuntive
- Billy Franze - chitarra ritmica
- Dennis Morgan - chitarra acustica
- Doug Bartenfeld - chitarra ritmica
- Rob Stupka - batteria
- David Smith - basso
- Tom Tucker - ingegneria
- Mark Pagliaro